# قندهار صفوی
قندهار یکی از ولایت‌های شرقی ایران صفوی بود که جزئی از خراسان بزرگ می‌باشد.  

## پیش زمینه
پیش از تأسيس امپراتوری صفويه در ايران و گورکانيان در هند، ولايت قندهار، همراه با ولايات خراسان، کابل و بدخشان، تحت حکومت سلطان حسین بایقرا تیموری قرار داشت، ذوالنون بیگ ارغون که حاکم قندهار، زمين داور و فراه بود، با ضعیف شدن حکومت مرکزی تیموریان در هرات، اقتدار حاکمیتی خود را گسترش داد. با حمله شیبک خان در سال ۱۵۰۷ به هرات و فروپاشی حکومت تیموریان، ذوالنون بیگ در نبرد با شیبانیان کشته شد. قندهار که تحت حاکمیت محمدمقيم و شاه‌بيگ فرزندان ذوالنون‌ بیگ بودند مورد تهدید شیبانیان واقع شد و آنان از ظهيرالدين محمد بابر که بارها در تلاش تسخیر قندهار بود درخواست کمک کردند اما با رسیدن بابر به قندهار آنان از دعوت خود پشيمان شدند و در نزديکي قندهار جنگی رخ داد که در آن سپاه ارغونيان شکست خوردند و بابر برادرش ناصرميرزا را حاکم قندهار کرد اما پس از مدت کوتاهی شیبک حان به تحریک فرزندان ذوالنون بیگ به قندهار حمله کرد و ناصرميرزا قندهار را به آنان تحویل داد و به کابل رفت و شیبک خان حکومت آن جا را به شاه‌بيگ واگذار کرد. پس از نبرد مرو در سال که ش اه اسماعيل بر شیبانیان پيروز شد، صفويان حاکم مطلق خراسان شدند و فرزندان ذوالنون بیگ چاره‌ای جز اطاعت ظاهری از صفویان نداشتند با این حال شاه اسماعيل فرصتی برای برانداختن آنان نداشت. بابر در سال ۱۵۱۶  تلاش ناموفقی برای تصرف قندهار داشت ولی در سال ۱۵۲۲ قندهار را تصرف و فرزند خود کامران ميرزا را حاکم آنجا کرد و شاه‌بیگ نیز به سند رفت. با وجود روابط دوستانه بین بابر و شاه اسماعیل، تصرف قندهار توسط بابر مورد اعتراض شاه اسماعیل واقع شد. شاه تهماسب در سال ۱۵۳۴ برادرش سام ميرزا را مأمور فتح قندهار کرد. سام میرزا قندهار را محاصره کرد ولی با رسیدن سپاه کامران میرزا مجبور به عقب نشینی شد و در نهایت شاه تهماسب در سال ۱۵۳۷ موفق به تصرف قندهار شد اما پس از مدت کوتاهی قندهار به تصرف کامران میرزا درآمد. همایون پادشاه گورکانی پس از شکست از شیر شاه و با وجود اختلاف با برادر خود کامران میرزا که قسمت شمالی امپراتوری گورکانی را در اختیار داشت به ایران پناهنده شد زمانی که همایون در ایران بود، کامران میرزا به شاه پیشنهاد کرد که اگر برادرش را به او تحویل دهد، قندهار را به او واگذار کند ولی شاه تهماسب این پیشنهاد را نپذیرفت و سپاهی را برای کمک به همایون فراهم کرد که با آن کامران میرزا را شکست داد و در سال ۱۵۴۵ به خاطر این کمک قندهار به صفویه بخشیده شد.

## فهرست فرمانداران
| فرماندار          | تاریخ        |
| ----------------- | ------------ |
| بوداق خان قاجار   | ۱۵۳۷–۱۵۳۸    |
| حاکمیت گورکانیان  | ۱۵۳۸–۱۵۴۵    |
| بیرام خان         | ۱۵۴۵–۱۵۵۵    |
| حاکمیت گورکانیان  | ۱۵۵۵–۱۵۵۸    |
| سلطان حسین میرزا  | ۱۵۵۸–۱۵۷۶    |
| فولاد خلیفه شاملو | ۱۵۷۶         |
| حمزه بیگ ذوالقدر  | ۱۵۷۷–?       |
| مظفر حسین میرزا   | ۱۵۸۷         |
| حمزه بیگ          | ۱۵۸۸         |
| رستم میرزا        | ۱۵۸۸         |
| مظفر حسین میرزا   | ۱۵۸۹–۱۵۹۲    |
| حاکمیت گورکانیان  | ۱۵۹۲–۱۶۲۲    |
| گنجعلی خان        | ۱۶۲۲–۱۶۲۶    |
| علی مردان خان     | ۱۶۲۶–۱۶۳۸    |
| حاکمیت گورکانیان  | ۱۶۳۸–۱۶۴۹    |
| مهراب خان         | ۱۶۴۹         |
| اوتار خان         | ۱۶۴۹–۱۶۶۲/۶۳ |
| منصور خان         | ۱۶۶۲/۶۳–?    |
| جمشید خان         | ?–۱۶۷۳       |
| زال خان           | ۱۶۷۳–?       |
| درویش خان سلطان   | ۱۶۹۴–۱۶۹۵    |
| محمد علی خان      | ۱۶۹۶         |
| اسلمس بیگ         | ۱۶۹۶, ۱۶۹۷   |
| کلبعلی خان        | ۱۶۹۸         |
| عبدالله خان       | ۱۶۹۸–۱۶۹۹    |
| گرگین خان         | ۱۷۰۴–۱۷۰۹    |